# ハーバート・チテポ
ハーバート・ウィルトシャー・チテポ（Herbert Wiltshire Chitepo 1923年6月15日 - 1975年3月18日）は、ジンバブエの政治家。
フォート・ヘア大学を卒業後、ローデシアで最初の黒人弁護士となった。1965年から暗殺される1975年までジンバブエ・アフリカ民族同盟（ZANU）の代表をつとめていた。
| スタブアイコン | サブスタブ | この項目は、まだ閲覧者の調べものの参照としては役立たない、人物に関連した書きかけの項目です。この項目を加筆・訂正などしてくださる協力者を求めています（P:人物伝/PJ:人物伝）。 |